# 나오 (배우)
나오(일본어: 奈緒, 영어: Nao, 1995년 2월 10일 ~)는 일본의 배우, 탤런트, 전 모델이다. 후쿠오카현 후쿠오카시 출신이며, 어빙이다.

## 출연 작품

### 영화
- 2022년 남은 인생 10년 - 후지사키 사나에 역